# 베들링턴 테리어

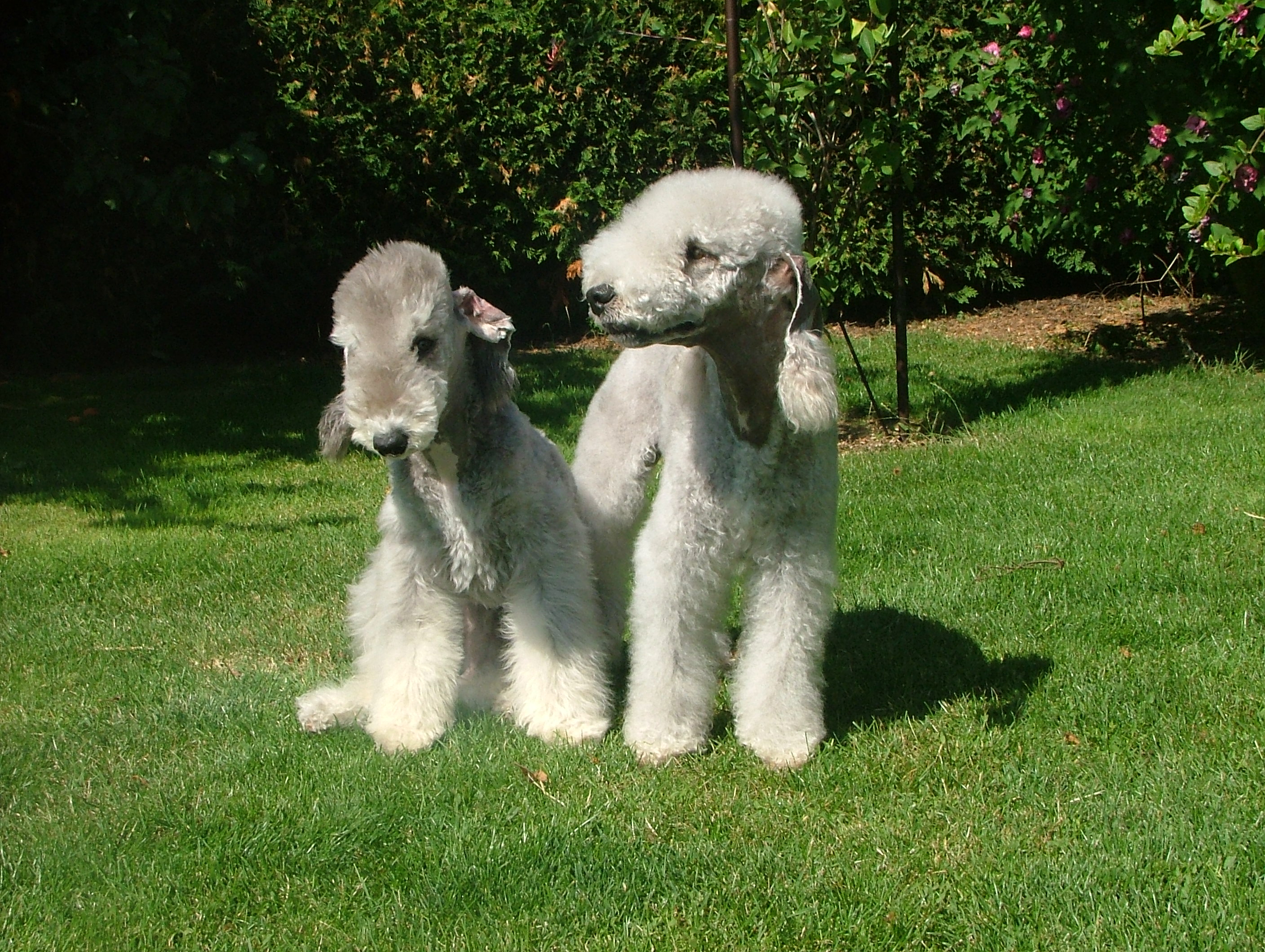
성체 베들링턴 테리어의 모습

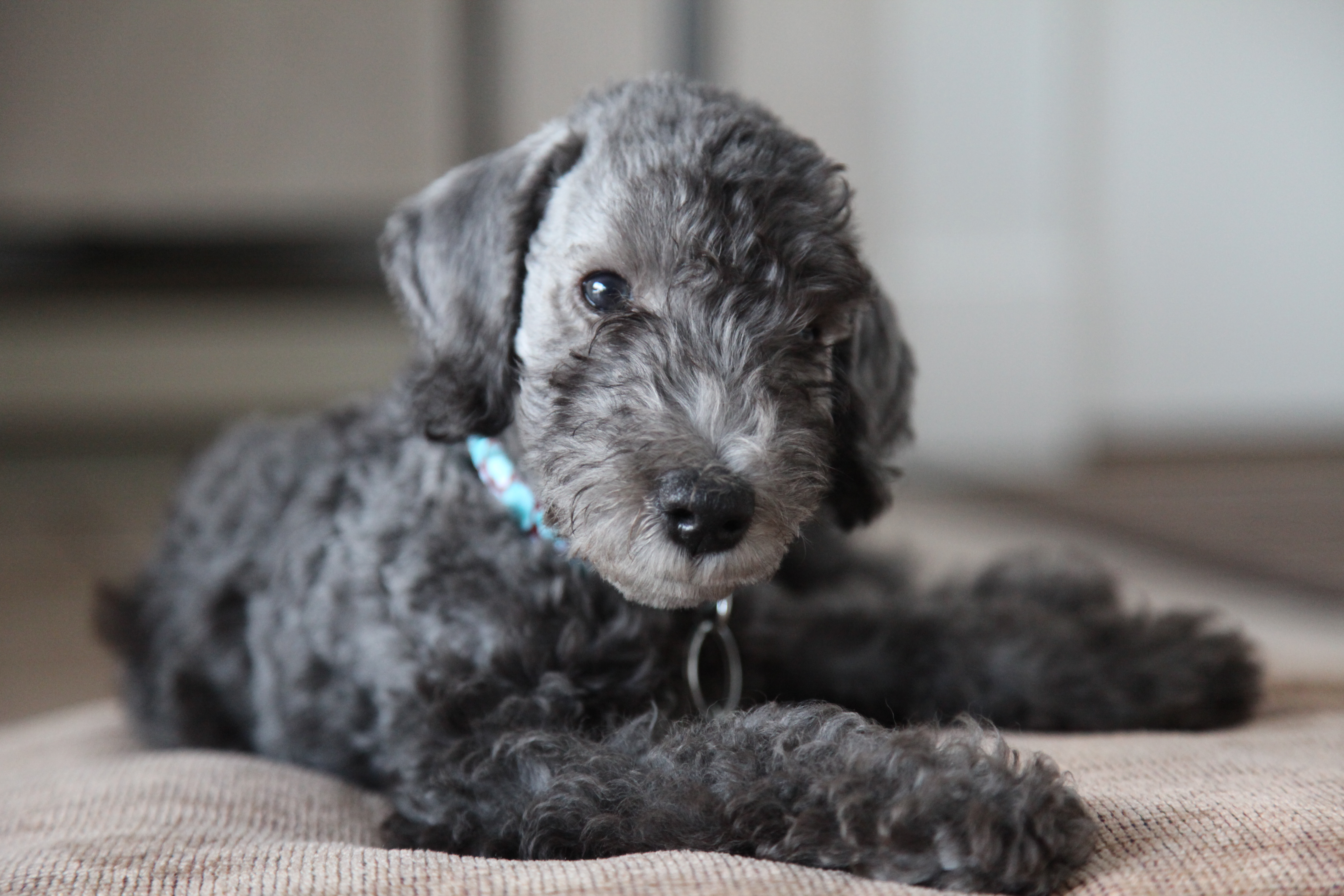
어린 베들링턴 테리어의 모습

베들링턴 테리어(Bedlington Terrier)는 영국의 사냥개의 한 품종으로, 테리어 종과 하운드 종을 교배한 종이다. 곱슬거리는 털로 덮여있는 외관은 양(羊)과 같은 느낌을 준다. 어렸을 때는 검은색 털을 가지고 있다가, 크면서 점점 밝은색의 털로 바뀐다. 보더 콜리와 비슷하게 양몰이를 하는 특색을 두고 있다. 폭스 테리어와는 앙숙 관계인 것으로 나와 있다.

## 대중 문화
- MBC TV 《나 혼자 산다》 - 이성재 편에서 에페와 함께 한 것 (2013년)
- EBS 1TV 《세상에 나쁜 개는 없다》 - 시즌2의 13회 당시 어린이와 함께 소율이에 관한 사연이 있고, 훗날 강형욱의 개스트하우스 편에도 소개된 적이 있음. (2017년)